# Amtsgericht Coburg

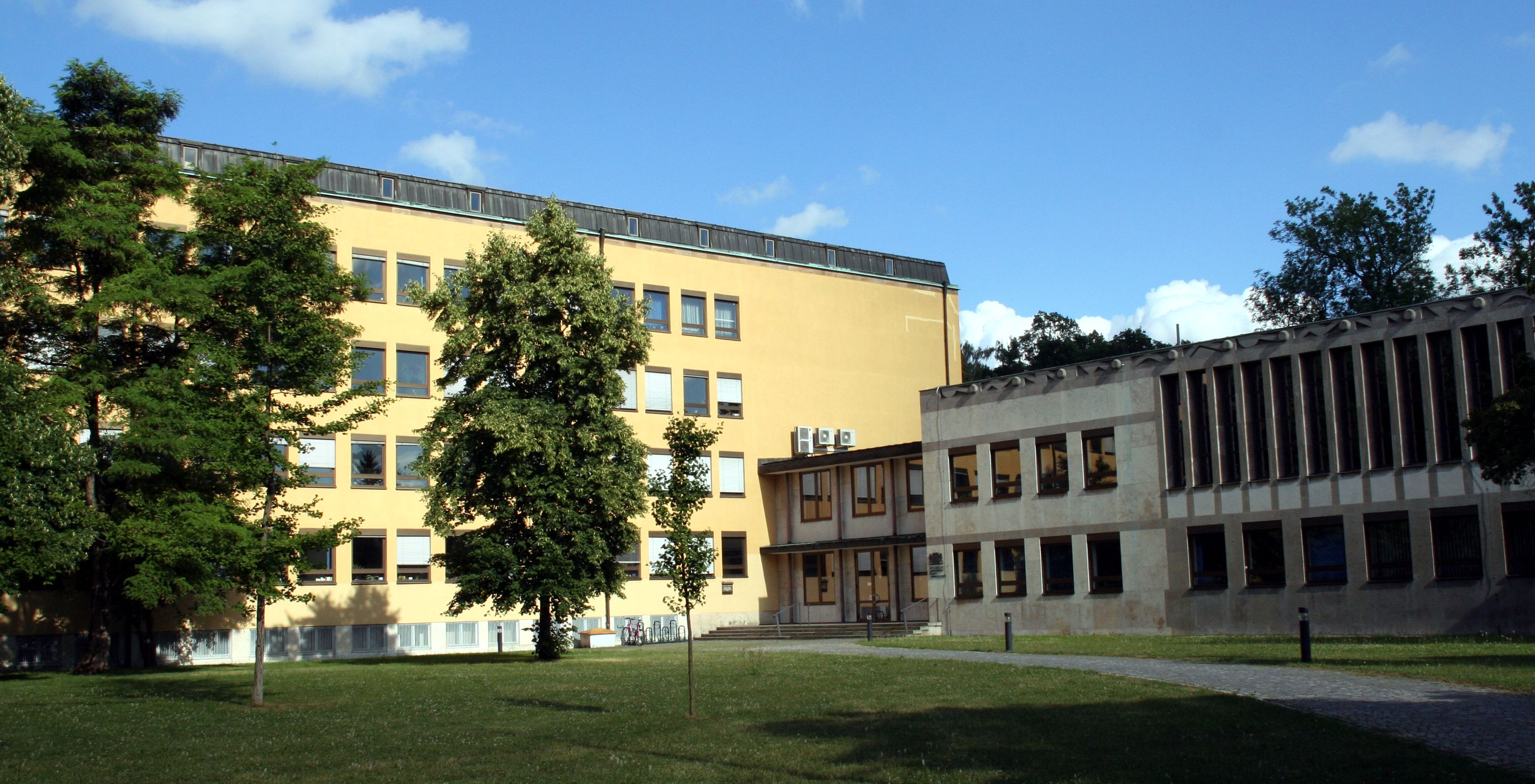
Dienstgebäude des Amtsgerichtes Coburg in der Ketschendorfer Straße 1 (Justizgebäude I), 2008

Das Amtsgericht Coburg ist eines von 73 Amtsgerichten in Bayern und ein Gericht der ordentlichen Gerichtsbarkeit. Der Hauptsitz, das Justizgebäude, befindet sich in der Ketschendorfer Straße 1. Eine weitere Niederlassung – das Justizgebäude II – befindet sich in der Heiligkreuzstraße 22 in Coburg.

## Geschichte
Das Amtsgericht Coburg wurde am 7. April 1879 als eines von fünf Amtsgerichten im Herzogtum Sachsen-Coburg gegründet. Es umfasste den Bezirk der früheren Coburger Justizämter I und II. Das Amtsgericht war damals im Coburger Stadthaus untergebracht, übergeordnet war das Landgericht Meiningen. Im Zuge der Vereinigung des Freistaates Coburg mit dem Freistaat Bayern wurde es 1921 dem neu gegründeten Landgericht Coburg zugeordnet.
Da ein Neubau für das im Zweiten Weltkrieg zerstörte alte Landgerichtsgebäude erforderlich war, wurde schon früh ein gemeinsames Justizgebäude für das Amts- und Landgericht geplant, um die räumliche Trennung aufzuheben. Am 24. Januar 1951 erfolgte dann die Erstellung der Baupläne und der Kostenvoranschläge durch das Staatsministerium der Justiz (heute Bayerisches Staatsministerium der Justiz und für Verbraucherschutz). Am ausgewählten Standort hatte bereits das alte Landgerichtsgebäude gestanden. Im April 1954 bezog die Staatsanwaltschaft vorzeitig die Räume im Erdgeschoss des noch nicht fertiggestellten Baues, da sie ihre bisherigen Räumlichkeiten aufgeben musste. Das Landgericht folgte ein Jahr später. Im Jahre 1956 zog auch das Amtsgericht vollständig in den Neubau ein. Die Einweihung fand am 23. März 1957 statt.
Aufgrund wachsenden Geschäftsanfalls und der Einrichtung des Zentralen Mahngerichtes Coburg (ZeMaCo) kam es zur Auslagerung einzelner Abteilungen in das Justizgebäude in der Heiligkreuzstraße 22. Dort sind seitdem folgende Abteilungen angesiedelt:
- Zentrales Mahngericht
- Registergericht
- Nachlassgericht
- Grundbuchamt
- Vormundschaftsgericht
- Bewährungshilfe

Das Justizgebäude wurde in den 1990er Jahren umgebaut. Die Sitzungssäle wurden zentral in das Seitengebäude verlegt um das Auffinden der Sitzungssäle zu erleichtern. Ebenfalls wurde der Schwurgerichtssaal renoviert und technisch auf den neuesten Stand gebracht.

## Zuständigkeitsbereich
Der Zuständigkeitsbereich des Amtsgerichtes erstreckt sich über die Stadt Coburg und den Landkreis Coburg. Das Amtsgericht Coburg ist auch Insolvenz- und Zwangsversteigerungsgericht sowie Registergericht (Handels- und Vereinsregister) für die Amtsgerichte Kronach und Lichtenfels. Das  Zentrale Mahngericht ist für das gerichtliche Mahnverfahren zuständig, wenn der Antragsteller seinen Sitz in Bayern hat.

## Übergeordnete Gerichte
Dem Amtsgericht Coburg ist das Landgericht Coburg übergeordnet, welchem wiederum das Oberlandesgericht Bamberg übergeordnet ist.

## Richter
- Hans Woldemar Schack (1914 bis 1919)